# معادن اورانیوم در افغانستان

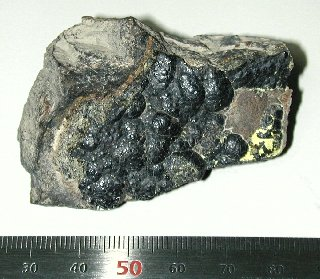
اورانیم در طبیعت معمولاً به این شکل وجود دارد.

معادن اورانیم در افغانستان در ناحیهٔ خان‌نشین ولایت هلمند می‌باشند. سیستم تشکلات سنگ‌های مگماتیک و خصوصیات مماثل معدن خان‌نشین با سایر نقاط جهان بیانگر آنست که در عین شرایط، کانی‌هایی چون بیرایت، فلورایت، نفلین و عناصر نادری چون نبیوم، تانتالیم و اورانیم U به وجود آمده‌است. در ساحهٔ خانشین ولایت هلمند قرار تخمین نو ناسا آمریکا مقدار ۱٫۴ میلیون تن متریک و ذخایر نیوبم با اضافه فاسفورس و اورانیوم و توریم REE به مقدار ۳٫۵ میلیون تن متریک تخمین می‌گردد. این ساحه خیلی دلچسپ بوده، تحقیقات بیشتر ضرورت دارد. تا اکنون در افغانستان اورانیوم به‌شکل فنی استخراج نشده ولی مقدار آن توسط قاچاقبران به‌خصوص در دورهٔ طالبان توسط اسیران جنگی استخراج شده‌است. منابع دیگر اورانیوم در فرنجل ولسولی سیاگرد ولایت پروان وجود دارد. طبق سروی سال ۱۹۸۴ توسط سر انجینر سروی معادن روسیه مقدار از اورانیوم در ترکیب کوه خواجه رواش و میر داوود ولایت هرات به‌مشاهده رسیده‌است ولی تا هنوز تحقیقات و مشاهدات مراجع بین‌المللی صورت نگرفته‌است.به‌سمت قبلهٔ جادهٔ بالاتر از شهرک صنعتی به سمت کوه میان دو کوه پایگاه خارجی عملیات استخراج صورت می‌گیرد. میرداود هرات … به این منطقه که رسیدید میزان رشد گیاه خیلی کم هست، همیشه آسمان آفتابی است.

## منبع
- معان اورانیوم افغانستان دانشگاه ساینس افغانستان در مورد خانشین ولایت هلمند.
- اورانیوم افغانستان توسط وبگاه

- معادن اورانیوم در آسیا-معدن اورانیوم افغانستان در وبگاه